# .401 Winchester Self-Loading
El .401 Winchester Self-Loading (también conocido como el .401SL o .401WSL ) es un cartucho de rifle estadounidense.

## Descripción y performance

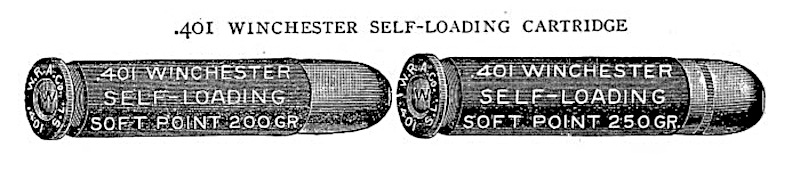
Ilustración de un cartucho de rifle .401 Winchester Self-Loading (1918).

Winchester introdujo el .401SL en el rifle semiautomático Winchester '10 como complemento del Winchester '07 y el .351SL. La única recámara disponible en el Winchester Modelo 1910, la .401SL, fue utilizada por las fuerzas de seguridad de Francia, Rusia y las compañías estadounidenses durante la Primera Guerra Mundial . 
El .401SL es suficientemente potente tanto para cazar venados como para otros animales de caza mayor a distancias de hasta 150 yardas.  Winchester y otros fabricantes de municiones ofrecieron pesos de bala de 200 g y 250 g como cargas de fábrica. Con cargadores desmontables adicionales disponibles con capacidad para 4 balas cada uno, el Modelo 1910 podría proporcionar una potencia de fuego sustancial para el cazador de caza mayor. Esta característica ayudó a promover el uso del .401SL en animales peligrosos como los alces y los osos pardos a pesar de la falta de diseños de balas de expansión controlada, lo que sin duda habría mejorado el rendimiento de la caza y la posterior reputación del cartucho .401SL. 

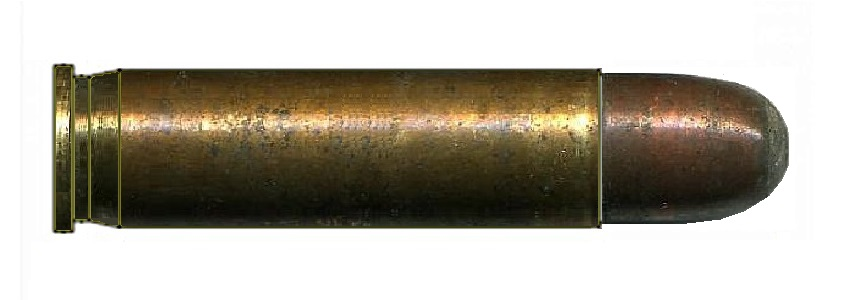
El .401 Winchester Self-Loading

El .401 SL es de tamaño similar al posterior .41 Remington Magnum

## Dimensiones

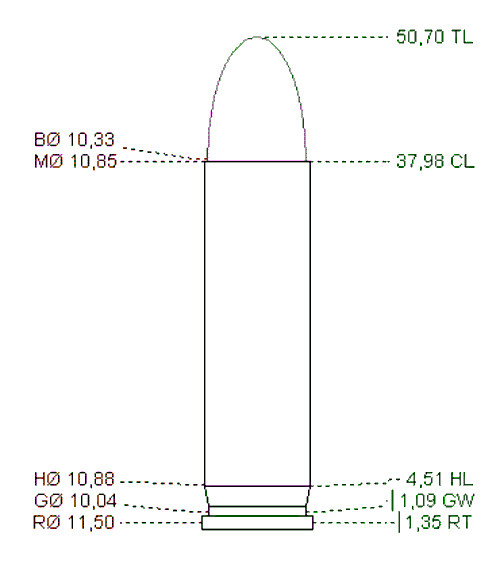